# Pico Torres
El pico Torres o picu Torres es una cumbre de 2104 metros de altura enclavada en la cordillera Cantábrica, en el Principado de Asturias. Se ubica en la divisoria de los concejos de Aller y Caso. Forma parte de la sierra de Valverde, dentro del parque natural de Redes. La vía normal de ascenso es desde el puerto de San Isidro (1520 m).
La cara sur del pico que presenta un característico color oscuro debido a su naturaleza cuarcítica, presenta algunas de las vías de escalada más interesantes de la Cordillera. La forma puntiaguda y afilada de su cima lo hace muy reconocible desde varias montañas de Asturias, León e incluso desde alguna cumbre de la Montaña Palentina.